# Oklánd
Oklánd (más néven Homoródoklánd; románul Ocland) falu Romániában Hargita megyében, Oklánd község központja.

## Fekvése
Székelyudvarhelytől 20 km-re délkeletre, a Kis-Homoród bal partján fekszik, az egykori Homoródi járás székhelye.

## Története
A Mogyorós- és a Szilas-patak közti kis nyergen a homoródszentpáli római castrumhoz tartozott őrtorony sáncai láthatók, amit a helyiek Hagymás váraként neveznek.
A falutól keletre emelkedik Kustaly vára, amely a 11.-12. századi magyar határvédelmi rendszer része volt.
Első írásos említése 1486-ból származik Okland néven. 1546-ban Akland névalakkal említik. 19. század első harmadától a 20. század elejéig használják a Homoród előtagot a település megjelölésére. Néveredete még kutatást igényel. Feltételezés szerint a régi magyar Aglent/Aglonth (Ágnes név középkori változata) személynév változatából kapta a falu nevét.
A környék az ősidők óta lakott volt, a mai Homoródkarácsonyfalva és Oklánd között, a Belmező nevű tisztáson bronzkori leleteket találtak. Oklánd 1850–1950 között járási székhely volt, ekkor élte virágkorát. 
A falu unitárius temploma román kori, a 15.-16. század fordulóján gótikus stílusban átépítették. Mai formáját az 1938-as átépítés során nyerte el. 1910-ben 950 magyar lakosa volt. A trianoni békeszerződésig Udvarhely vármegye Homoródi járásához tartozott.
1992-ben 565 lakosából 546 magyar, 11 cigány és 8 román volt.
2011-ben a falu összlakossága 461 fő, ebből 441 magyar, 3 cigány nemzetiségűnek vallotta magát, 10 személy nem nyilatkozott.

## Az unitárius egyházközség és templom története
Oklánd lakossága a reformáció korában áttért az unitárius vallásra, 1606 óta ismerjük az itt szolgáló unitárius lelkészek nevét. 1681-ig a falu anyaegyházközsége volt a homoródújfalvi filiának.
Az egyházközség lélekszáma 1744-ben az eklézsia libellusa, azaz számadáskönyve szerint 233 fő volt. Az 1766. évi összeírás Oklándon 73 családfőt és özvegyet, összesen 212 unitáriust jegyzett. A Kénosi–Uzoni-féle egyháztörténet 73 családot, ám 285 unitáriust említ ugyanekkor. Az országos népszámlálási adatok szerint 1850-ben 606, 1900-ban 662, 1910-ben 644, 1930-ban 634, 1941-ben 719 unitárius lakost tartottak számon.
A templom legrégebbi része a 13. században épült, a templomhajó a román kor stílusjegyeit hordozza magán. A 16. században a korábbi négyszög alakú szentély helyére félkör alakú gótikus szentélyt építettek. Ezt 1937–1938-ban lebontották és a templomot kibővítették. Lebontásakor leírták késő gótikus kori elemeit (szemöldökgyámos sekrestyeajtókeret, csúcsíves ablak, szentségtartó fülke, fali fülke és a sokszögzáródás.) A szentély támpillérsorozata alapján feltételezik, hogy boltozott volt, amely 1786-ig fennállott, a gótikus diadalív pedig 1810-ig. A templomhajó síkfedésű lehetett. A templom mai formáját az 1937–1938-as átépítés során nyerte el.

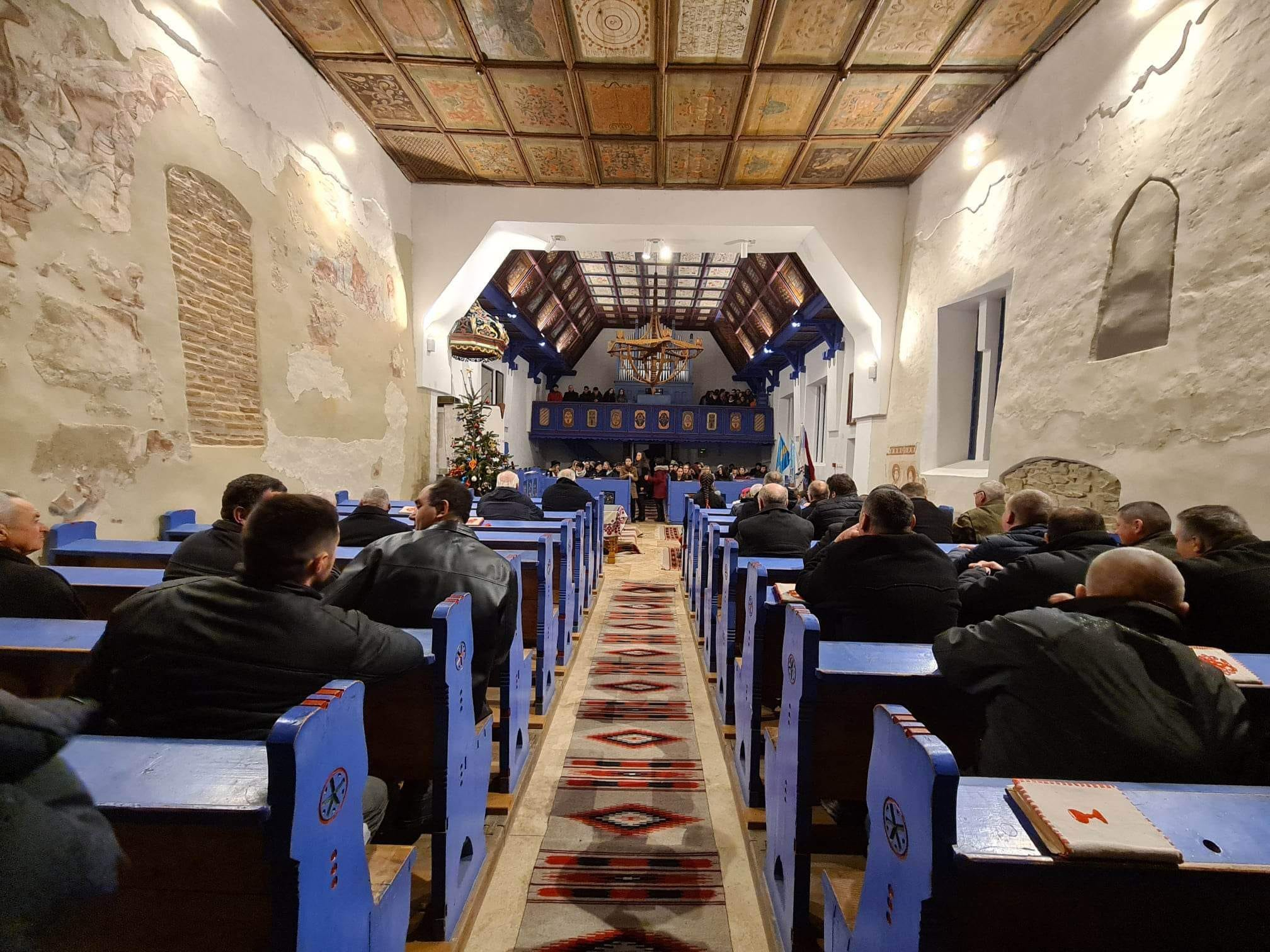

### Freskók
A templom külső déli falán valamint a templombelső déli, nyugati és északi falain freskótöredékek találhatók. A déli falon járószint magasságban Szent Péter és Szent Pál apostolok alakja, az északin Szent László legendája a felső regiszterben, alatta az Utolsó Ítélet és az apostolok részletei vehetők ki. A Szent László legenda kompozició egy egyedi jelenete található az északnyugati sarokban, ahol Szent László angyali koronázását láthatjuk. 
A templom külső déli falán erősen sérült állapotban maradt fenn a sebeire mutató Krisztus freskója.

### Festett mennyezet
A templom értékes festett kazettás mennyezettel rendelkezik. A legrégebbi kazetták, amelyek a papi székbe vannak beépítve, a 16. századból származnak. A nyugati karzat kazettás mellvédtáblák készítési ideje 1713. A templomhajó mennyezetkazettáit 1771-ben festette oklándi Elekes András. A hajót fedő 1771-es kazetták mívesen rajzolt virágmotivumokat tartalmaznak, valamint néhány állatalakos táblát. Több kitüntetett figyelemre méltó kazetta is díszíti a mennyezetet: 
- Egy tudománytörténeti ritkaság a heliocentrikus rendszert ábrázoló kazetta, amely a magyar templomfestészeti anyagban egyedülálló, a maga korában pedig rendkívül modern tudománynak számított. Felirata:[7]

SYSTEMA COPERNICANUM
DELINEABAT ANDREAS KUTI
RECTOR SCHOLAE H: OKLAND
- A mellette levő egy húsvétvasárnap kiszámítására alkalmas, ún. húsvétszámító tábla, vagy öröknaptár, amely középkori örökségként segített a húsvét ünnepének kiszámítására. Ezen a kazettán egy körtáblázat látható a hónapok latin neveinek rövidítésével, római és arab számokkal. Felirata annak középső részén található:

ANNO 1771
MICHAEL MEZEI
 LITERA DO F.
AEPAC T AE
 XIV.
A mennyezet másik ékessége az állatalakos ábrázolások feltűnő dekorativítása. A képírás nyelvén üzenő kazetták egyes értelmezések szerint a csillagos égbolt leképzése. Ilyen kazetta a “kétfejű sas”, a “szarvas növényi ág-aganccsal és madárkákkal”, a “páva”, a “madár”, a “hurkos farkú kígyó”, a “cethal”.
A szentély kazettáinak egy része 1786-ban készült “nagyobb és kissebb Elekes András által”. A virágmotívumok mellett egy állatalakos kazetta van a keleti sávban, amely egy “vörös kakast” ábrázol. Az 1937-38-as évek átépítése során Debreczeni László is készíttetett festett kazettákat a csarnokmennyezet tetővel párhuzamos síkján, ezek mértani formákat ábrázolnak. Mindkét mennyezeten különboző korokből származó szövegeket, bibliai idézeteket tartalmazó kazettákat is találni.

### A kötött székely kapu
A lelkészi lakás 1881-ben épült, bejáratánál található egy 1809-ben készült műemlék székelykapu, Székelyföld egyik legrégebbi, ma is használt székelykapuja. Felirata: 
AZ EGYENES SZIVŰT EZEN KAPU VÁRJA KETtŐS SzIVŰt PEDIG VÉGKÉPPEN KIZÁRJA. ISTEN AKARATYÁT HIRDETŐ ÉS SzÓllÓ LAKIK ITt NE MENY BE PRÉDÁLO S KOBOLlÓ.
A kaputükörben lévő felirat: 
AZ OKLANDI UNITARIA ECCLA ÉPIttEttE T. P. ALBERT SIGMOND IDEJÉBE FELSŐ KOVÁTS MIHAj CURATORSÁGÁBA ANNO 1809 Die 7° Auii.
A kaput, amelynek oszlopait átlagosnál nagyobb méretű indás-virágos (tulipán, tulipánbimbó, margaréta), felfelé ívelő motívumsor díszíti, 1938-ban feljavították. Ekkor került cserépfedésű tető a zsindelyes fedél helyébe.

## Galéria

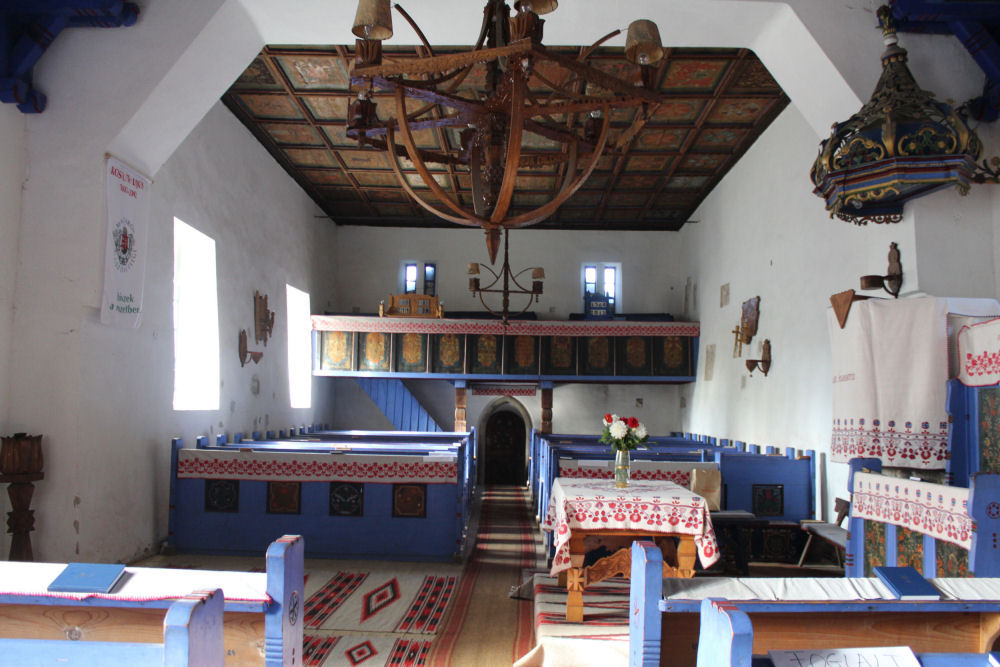
Templombelső (régi, nyugati hajórész)
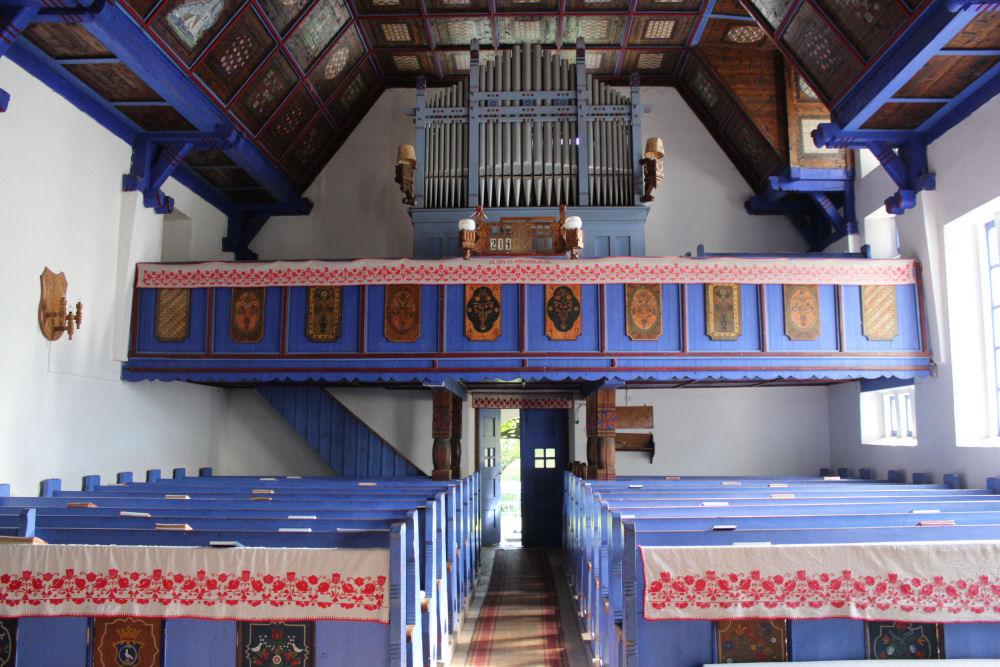
Templombelső (kibővített, keleti hajórész)
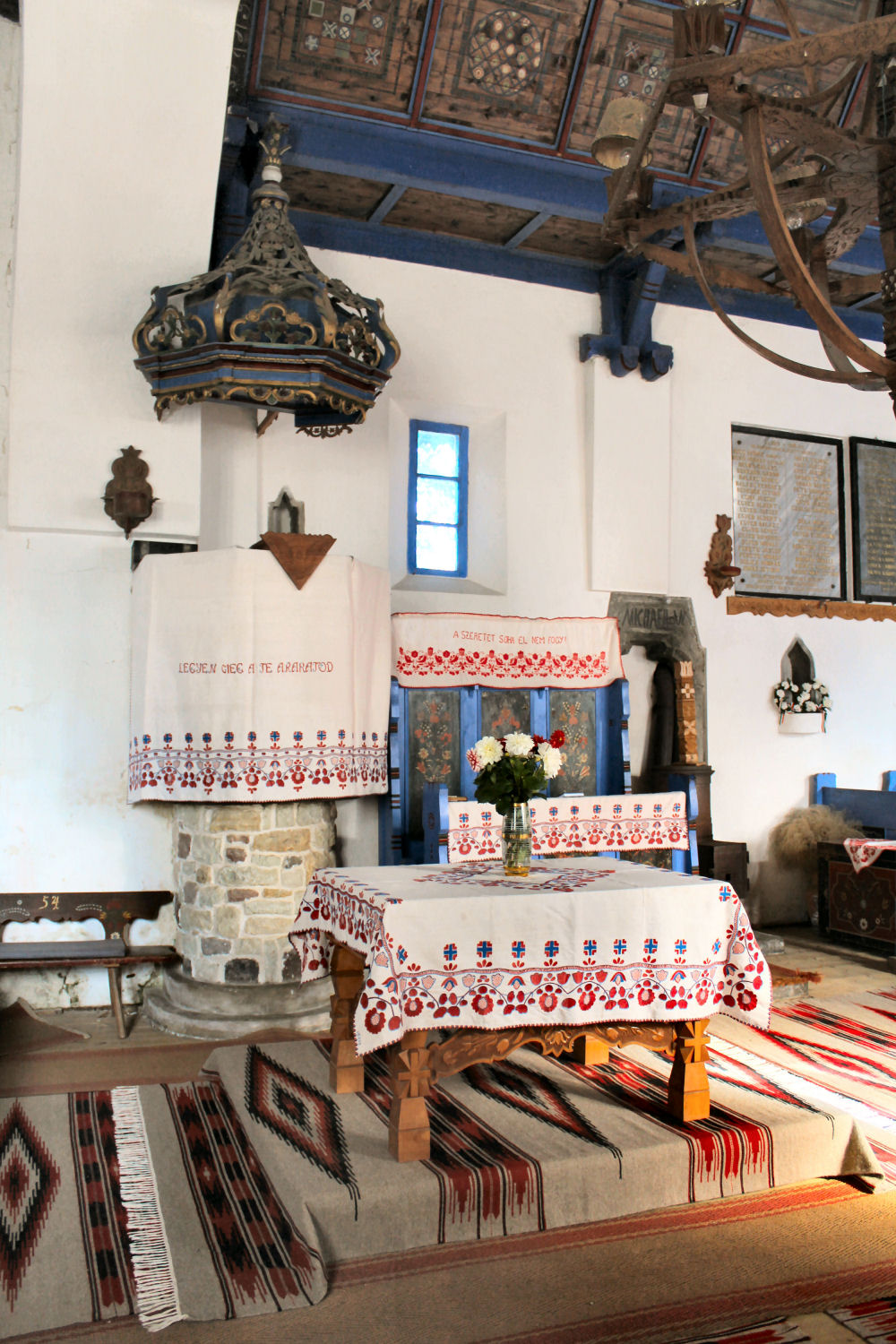
A templomi szószék
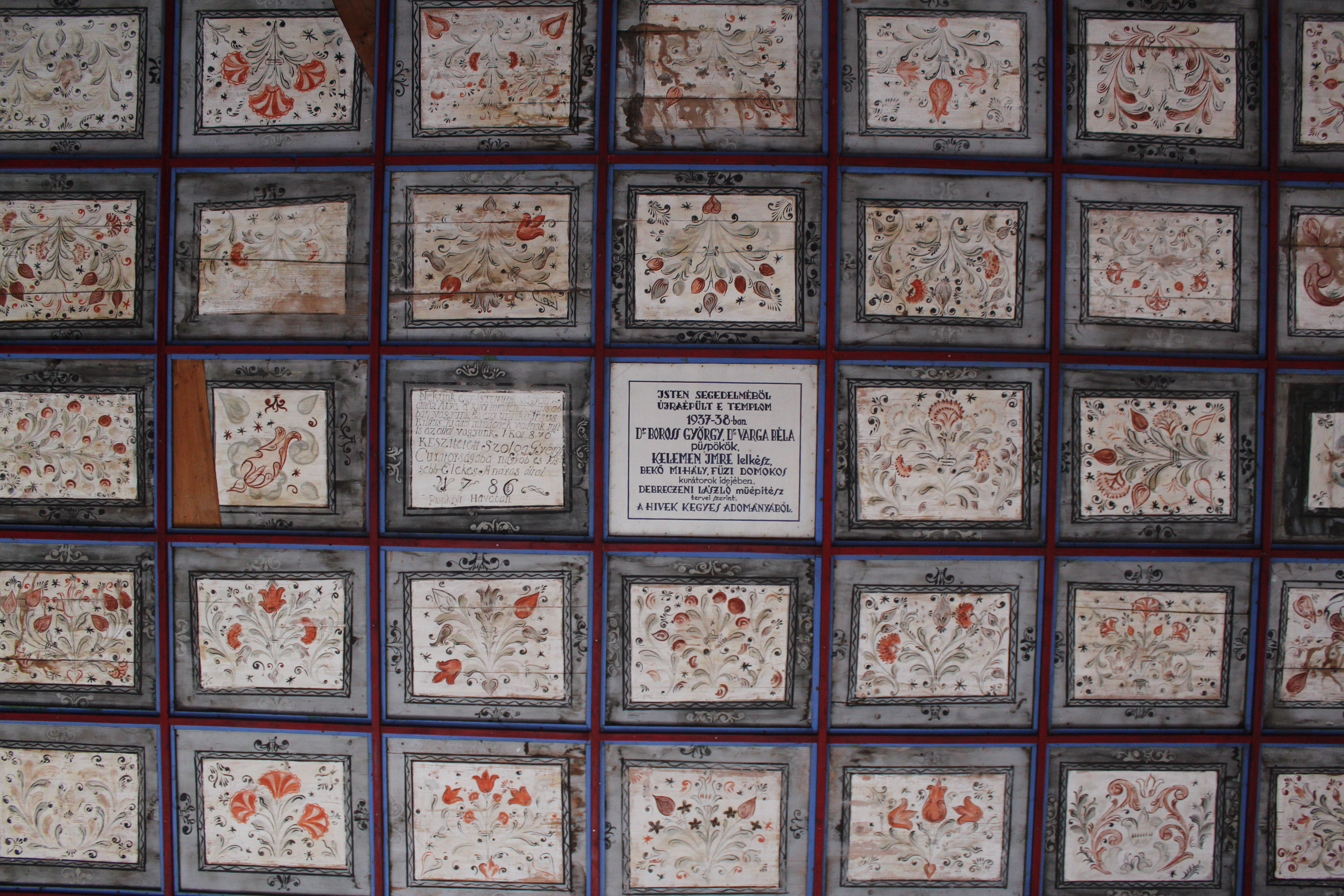
Kazettás mennyezet
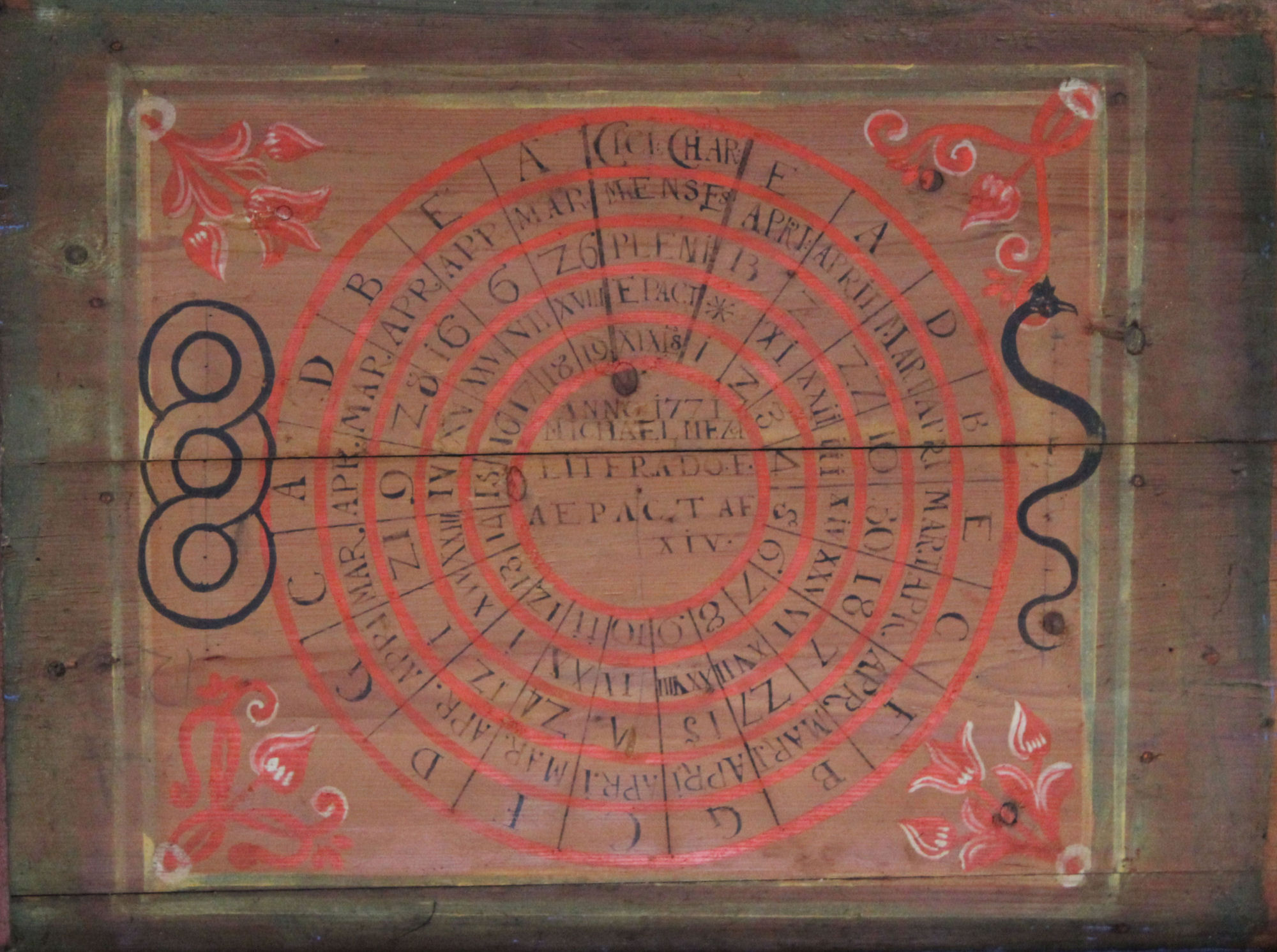
Templomkazetta
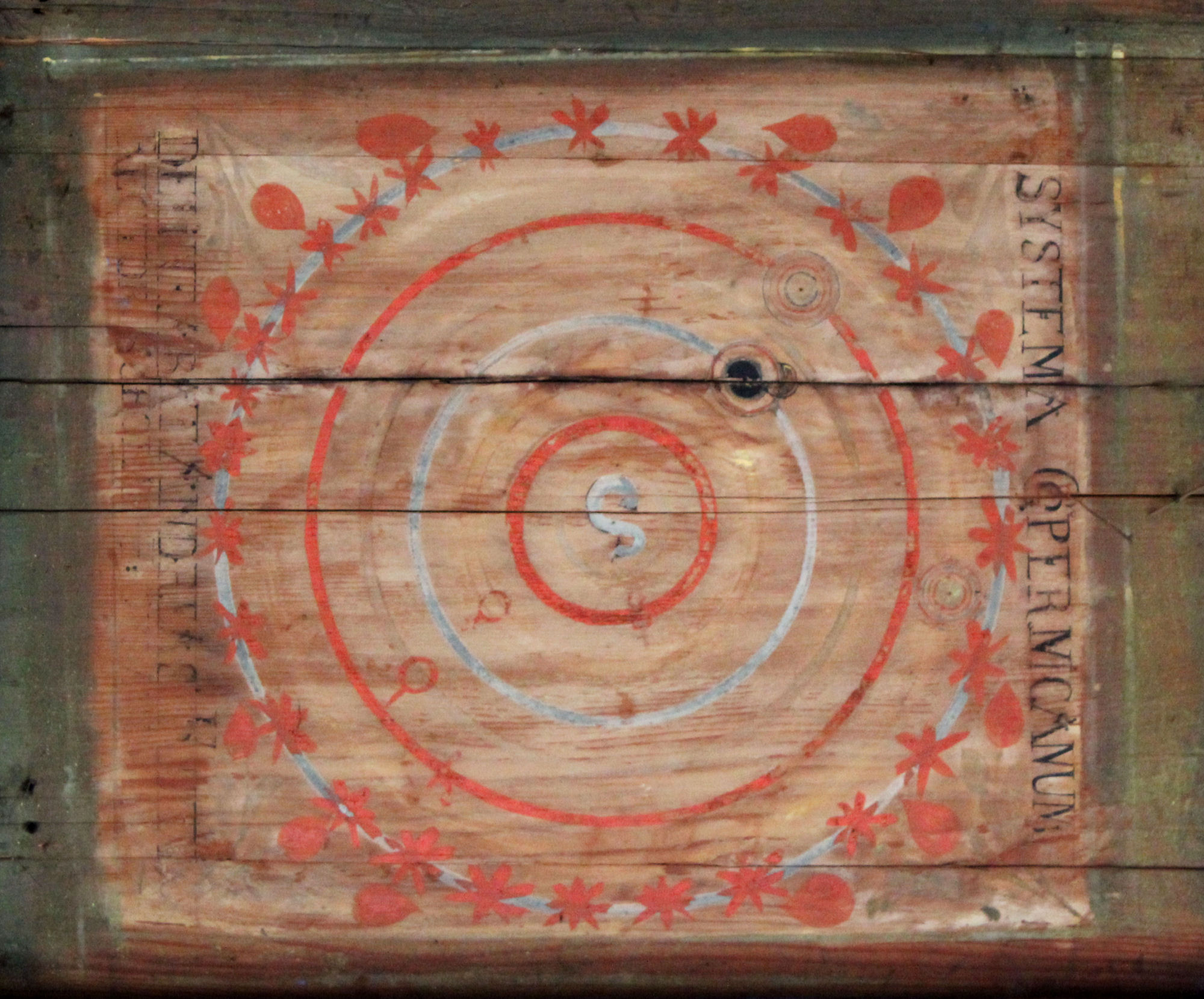
Templomkazetta
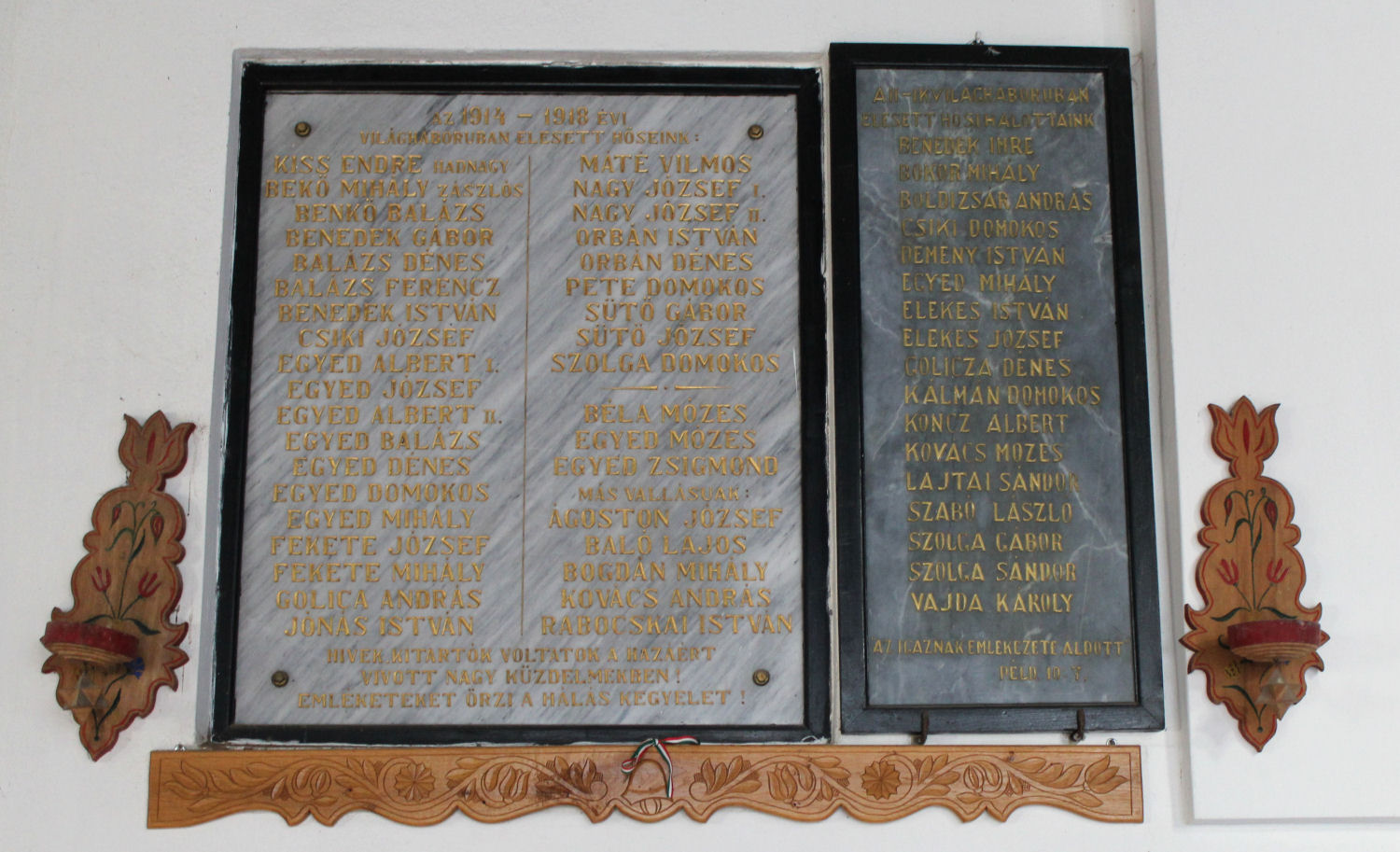
Világháborús emléktáblák
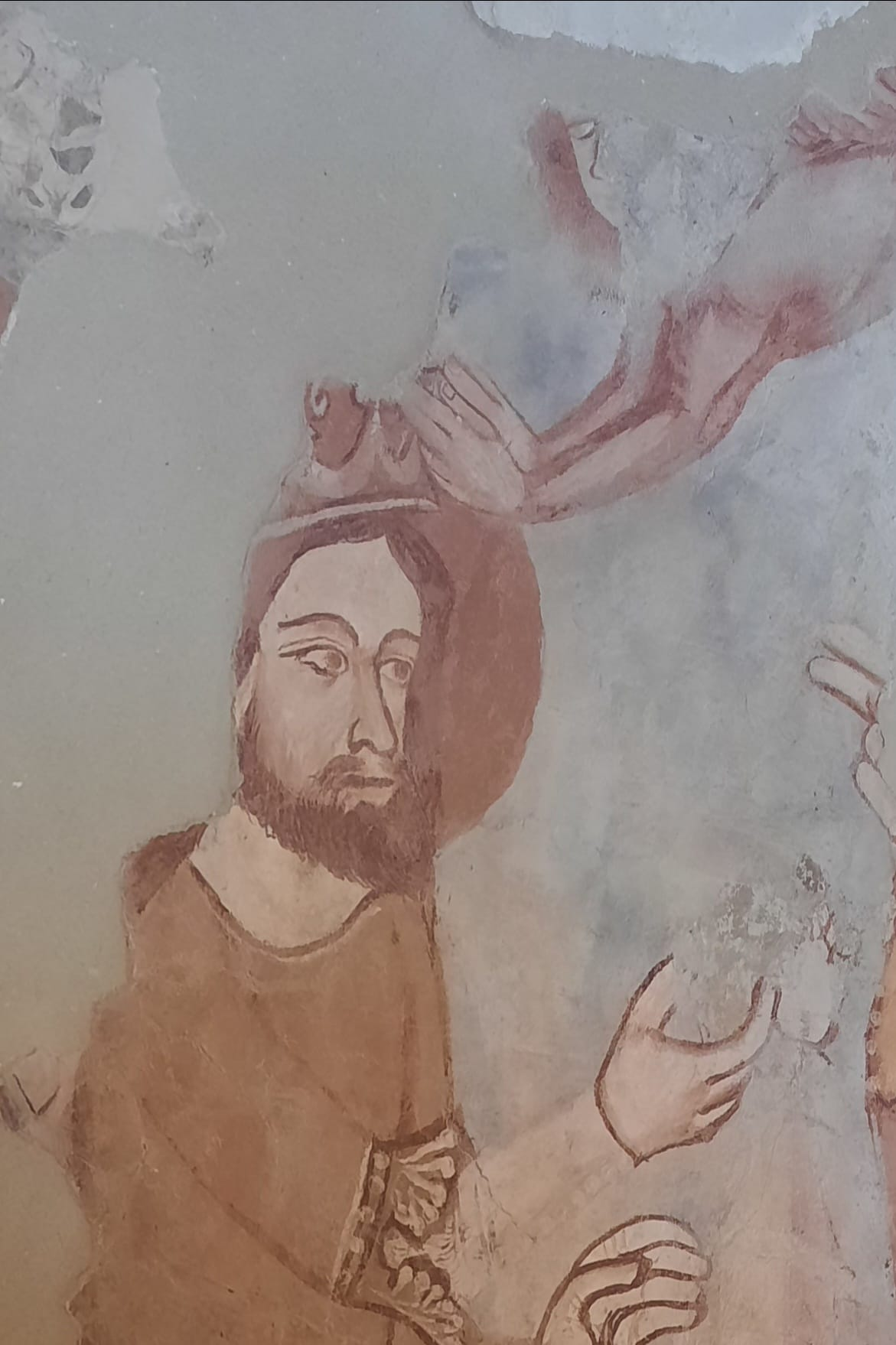
Szent László freskó
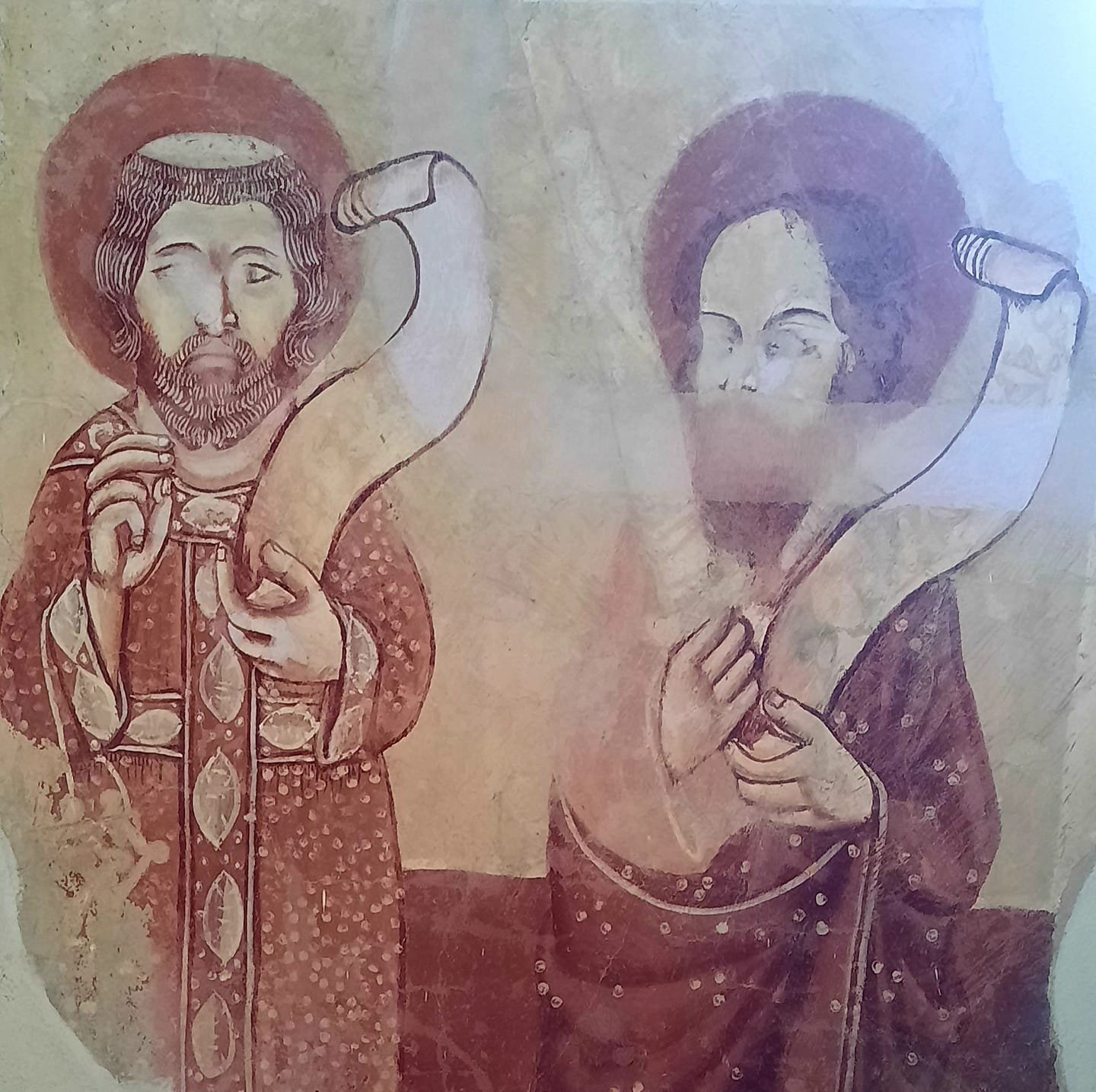
Szent Pál és Szent Péter freskó